# Karl Wolfgang von Frankenberg und Ludwigsdorf
Karl Wolfgang von Frankenberg und Ludwigsdorf (* 6. Dezember 1730 in Wundschütz; † 18. Mai 1791 in Grünberg) war ein preußischer Generalmajor, Ritter des Ordens Pour le Mérite sowie Amtshauptmann in Freienwalde und Neuenhagen und Erbherr von Hirschfelde, Küpper und Droscheyde.

## Leben

### Herkunft
Seine Eltern waren Hans Wolf von Frankenberg (* 25. Juli 1686; † 26. Oktober 1756) und dessen Ehefrau Johanna Helene von Schimonska aus dem Haus Uschitz. Der Generalmajor Christian Moritz Alexander von Frankenberg und Ludwigsdorf war sein Bruder.

### Militärkarriere
Im Jahr 1742 wurde er Page beim Grafen von Münchow (1712–1753), dem dirigierenden Minister von Schlesien. Er kam danach zur Armee. Am 1. Oktober 1746 wurde er Fähnrich im Dragonerregiment „Nassau“ Nr. 11. Am 22. September 1750 wurde er Sekondeleutnant und am 3. September 1756 Premierleutnant. Im Siebenjährigen Krieg kämpfte er bei Pretsch sowie in den Schlachten von Prag, Kolin, Leuthen und Hochkirch. Im Gefecht bei Sommerfeld wurde er an der rechten Hand schwer verletzt. Am 19. September 1758 wurde er zum Stabskapitän befördert. Im Gefecht bei Kemberg konnte er 1759 den Feldmarschalleutnant Reinhard von Gemmingen-Hornberg gefangen nehmen, wofür er den Orden Pour le Mérite erhielt.
Es dauerte bis zum 15. September 1770, bis er zum Kapitän und Eskadronchef aufstieg. Drei Jahre später folgte die Beförderung zum Major. Er nahm dann am Bayerischen Erbfolgekrieg teil. Am 29. September 1782 wurde er Regimentskommandeur und als solcher am 30. Mai 1783 zum Oberstleutnant sowie am 4. März 1786 zum Oberst befördert. Zudem erhielt er am 8. Dezember 1786 die Stelle des Amtshauptmanns in Freienwalde und Neuenhagen. Am 29. September 1788 wurde er auch Generalinspekteur des niederschlesischen Kavallerie-Inspektion. Außerdem erhielt er vom König ab dem 30. Oktober 1788 eine Zulage von 500 Talern. Die Beförderung zu Generalmajor erfolgte am 18. August 1790.

### Familie

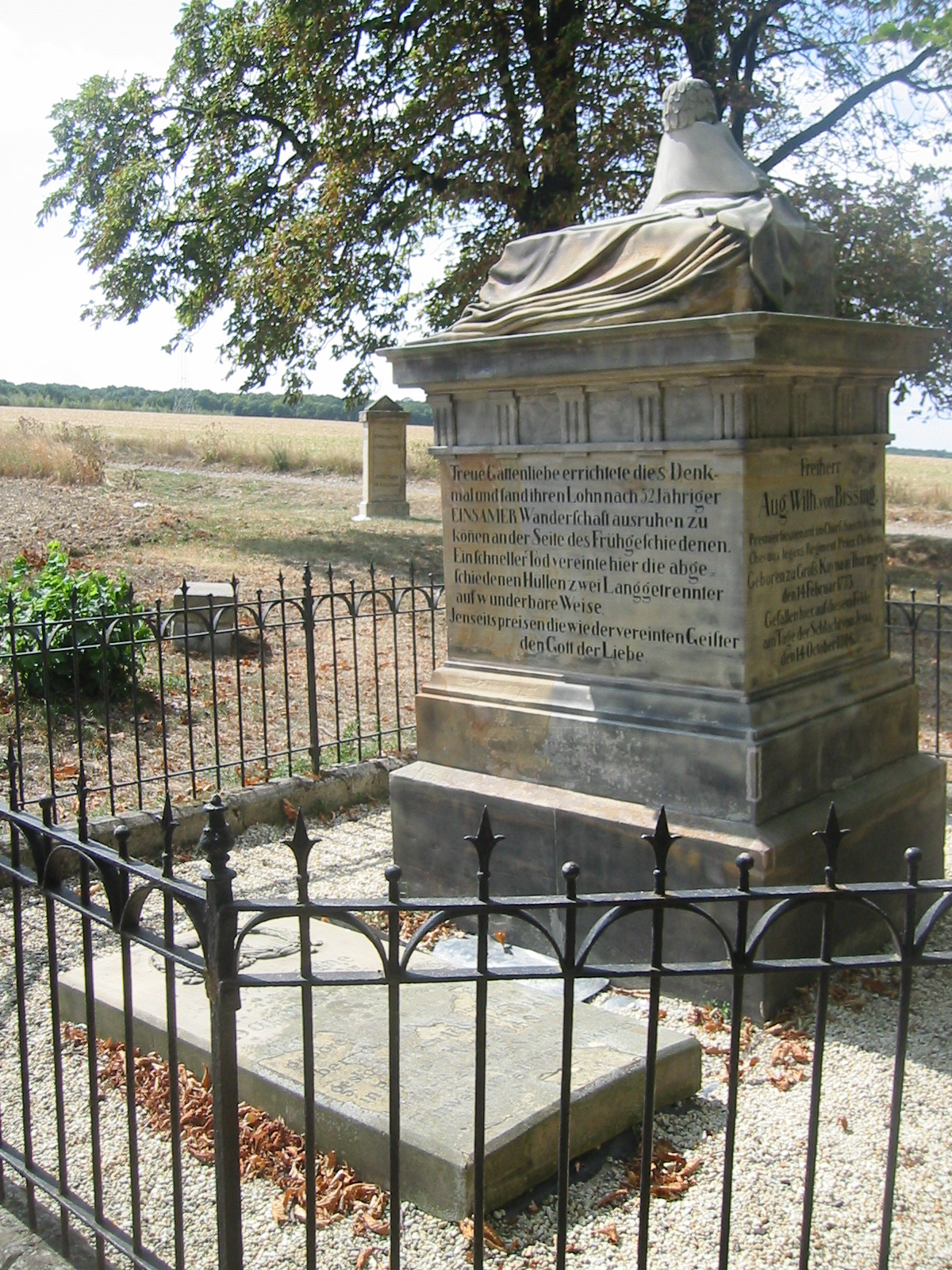
Bissing-Denkmal bei Rödingen/Jena
August Wilhelm von Bissing († 14. Oktober 1806 bei Jena)

Er war mehrfach verheiratet. Seine erste Frau wurde im Januar 1763 Christiane Wilhelmine Ulrike von Massow (* 13. Dezember 1746 in Brieg; † 1771 in Grünberg). Das Paar hatte einen Sohn:
- Karl Ewald Moritz (* 11. September 1768 in Brieg; † 11. Juli 1828), preußischer Sekondeleutnant im Infanterieregiment Nr. 57

⚭ 12. Februar 1798 Florentine Luise von Czschwitz (* 23. Januar 1762; † 1. Oktober 1813)
⚭ 17. Dezember 1814 Johanna (Jeanette) Friederike Helene von Poser und Groß-Nädlitz (* 31. März 1782; † 21. Oktober 1828)
Nach ihrem Tod heiratete er im Februar 1772 Charlotte Maria Elisabeth von Massow (* 8. Mai 1756 in Brieg; † 9. Januar 1836 in Ober-Schüttlau) aus dem Haus Ober-Schüttlau. Das Paar hatte folgende Kinder:
- Georgine Philippine Maximiliane (* 4. Dezember 1776 in Grünberg; † 20. April 1820) ⚭ Karl August Ferdinand von Frankenberg († 13. September 1816), preußischer Rittmeister im Husarenregiment Nr. 4, Herr auf Bielwiese
- Ulrike Maria Charlotte (* 28. Dezember 1776; † 17. April 1835) ⚭ 1793 Rudolf Ludwig Karl von Rochow (* 13. Oktober 1764; † 28. Januar 1846), preußischer Major, Regierungs- und Forstrat[3]
- Hans August Immanuel (* 1. August 1777), starb jung
- Marianne (* 13. November 1779; † 21. September 1858) ⚭ 1802 Freiherr August Wilhelm von Bissing († 14. Oktober 1806 bei Jena) (Bissing-Denkmal bei Rödingen/Jena), kursächsischer Premierleutnant
- Sylvius Wolf Leopold (* 29. April 1785 in Grünberg; † 31. Oktober 1878), wirklicher Geheimrat ⚭ Henriette von Sydow (* 10. März 1791; † 11. März 1837)
- Guido Arbogast Rudolf (* 17. Januar 1787 in Sagan; † 10. Mai 1807), gestorben an Verwundung bei Kämpfen um Glatz
- Ludwig Wilhelm (* 16. Oktober 1784 in Grünberg; † 2. Juni 1787)
- Henriette (* 1789 in Schüttlau; † 10. Dezember 1847)

⚭ N.N. von Schwedthoff
⚭ 30. Juni 1808 Otto August Rühle von Lilienstern (1780–1847), Generalleutnant